# Joseph Yasser
Joseph Yasser, także Józef Jasser (ur. 16 kwietnia 1893 w Łodzi, zm. 6 sierpnia 1981) – amerykański organista, muzykolog i kompozytor, pochodzenia żydowskiego.

## Życiorys
Rozpoczął naukę muzyki w Moskwie w wieku sześciu lat pod okiem pianisty Jacoba Weinberga. Studiował grę na organach u B. L. Sabaniejewa, grę na fortepianie u A. Goedicke i teorię u Nikity Morozowa w Państwowym Konserwatorium Moskiewskim w 1917 roku uzyskując tytuł magistra. Następnie był kierownikiem Wydziału Organów Konserwatorium Moskiewskiego (1918–1920) oraz organistą w Teatrze Bolszoj 1918–1919, a także komentatorem muzycznym koncertów organizowanych przez Syberyjską Radę Edukacji w latach 1920–1921, dyrygentem Towarzystwa Chóralnego „Shanghai Songsters” w Chinach (1921–1922). W latach 1917–1930 grywał liczne recitale organowe w Rosji, Chinach i Stanach Zjednoczonych. W roku 1927 był organistą w synagodze w Nowym Jorku. Latem 1930 roku wykładał w Paryżu i Berlinie, a w latach 1930–1937 na Columbia University, New York University, Juilliard School of Music, a także we współpracował z National Association of Organists, Music Teachers National Association i Jewish Academy of Arts and Sciences. W latach 1929–1960 był organistą i dyrygentem chóru w Temple Rodef Shalom. Był także wykładowcą Cantors’ Institute w Jewish Theological Seminary of America (1952–1960) i jednym z założycieli American Musicological Society (1935) aktywnie uczestniczył w Jewish Music Forum (1945–1955) i National Jewish Music Council (1944–1960). W swojej głównej pracy, A Theory of Evolving Tonality, podjął próbę zbadania ewolucji języka muzycznego (w kategoriach skali i harmonii) i przewidzenia przyszłej ewolucji na podstawie doświadczeń historycznych.

## Publikacje
- A Theory of Evolving Tonality (1932),
- Medieval Quartal Harmony (1938).